# Massimo Paci
Massimo Paci (Fermo, 9 maggio 1978) è un allenatore di calcio ed ex calciatore italiano di ruolo difensore, tecnico del Lumezzane.

## Carriera

### Club

#### Giocatore
Nel 1997 inizia la sua carriera nell'Ancona in Serie B. Il giorno 9 novembre fa il suo esordio nei professionisti nella partita Ancona-Verona conclusasi sullo 0 a 0. Nel girone di ritorno con la successione in panchina da parte di Franco Scoglio diventa titolare e da lì nella successiva stagione, passa alla Juventus dove rimane per una stagione. Dopo un grave infortunio durante la preparazione rimane ai margini della squadra ed un altro grave infortunio a fine stagione lo costringe la successiva stagione a tornare nell'Ancona.
Vince il campionato di serie C1 segnando il primo gol da professionista nella partita Ancona-Lodigiani, la stagione successiva viene ceduto alla Viterbese Calcio. Vive due stagioni da protagonista nella Viterbese da qui il salto di categoria in Serie B. Nel 2002 passa alla Ternana in Serie B e gioca due stagioni con la squadra umbra (8º e 7º posto). Da qui il definitivo salto in Serie A.
Nella stagione 2004-05 viene ceduto al Lecce di Zeman dove a 25 anni fa il suo esordio nella massima serie. Nella partita Lecce-Siena fa il suo primo gol in serie A. A fine stagione dopo una tranquilla salvezza viene acquistato dal Genoa. Nell'estate del 2005 per le vicissitudini giudiziarie e la conseguente retrocessione (il cosiddetto caso Genoa), viene ceduto in prestito all'Ascoli in Serie A, dove gioca 31 partite segnando 3 gol. Conclusa la stagione rientra al Genoa e, in seguito, viene ceduto al Parma.
Nella prima stagione in maglia crociata gioca 25 partite e fa il suo esordio in campo europeo nella Coppa Uefa. Nella seconda stagione disputa 22 gare realizzando 5 reti e rimane in Emilia anche per la stagione successiva, dove è protagonista dell'immediata risalita in serie A da parte della squadra crociata. La successiva stagione è uno dei punti fissi della difesa di Guidolin. Nella stagione 2009-2010 colleziona 20 presenze con la maglia crociata. L'11 gennaio 2010, nella partita Livorno-Parma, indossa per la prima volta in serie A la fascia da capitano.
Il 6 luglio 2011 lascia il Parma dopo cinque stagioni e passa al Novara, in serie A, a titolo definitivo; qui colleziona 26 presenze ed 1 gol. Il 20 luglio 2012 viene acquistato dal Siena, sempre in serie A. Debutta con la nuova maglia il 19 agosto giocando la sfida di Coppa Italia, vinta contro il Vicenza per 4-2. Segna il suo primo gol in campionato con la nuova maglia il 30 settembre nella sconfitta esterna per 2-1 contro la Lazio.Terminerà la stagione con 23 presenze e 2 gol
Il 4 luglio 2013 il Brescia ufficializza il suo ingaggio, con le Rondinelle giocherà 25 partite (segnando una rete) in Serie B. Il 28 luglio 2014 il Pisa, militante in Lega Pro, ufficializza il suo ingaggio. Al termine della stagione decide di lasciare il calcio giocato per intraprendere la carriera da allenatore. 

#### Allenatore
L'8 febbraio 2016 subentra a Marco Schenardi sulla panchina della Civitanovese, formazione militante in Eccellenza Marche. Il 20 marzo seguente vince il campionato.
Nella stagione 2017-18 guida il Montegiorgio, squadra militante nell’Eccellenza Marche. Il 29 aprile 2018 festeggia la vittoria del campionato e la conseguente promozione in Serie D. Per la squadra del Montegiorgio è l'esordio assoluto nella sua storia ad un campionato nazionale.
Conduce la squadra all'ottava posizione a pari merito con il record di 7 vittorie consecutive.
Nella stagione successiva, l'11 giugno 2019 diventa l'allenatore del Forlì, piazzandosi ottavo nel girone D della Serie D, con il record della migliore difesa del torneo. 
Il 21 agosto 2020 viene nominato nuovo tecnico del Teramo, in Serie C. Piazzatosi ottavo nel girone C, il Teramo partecipa alla fase dei play-off venendo eliminato in casa del Palermo al primo turno. 
Il 3 giugno 2021 il Pordenone, club di Serie B, comunica di avergli affidato la guida tecnica della prima squadra. Nel contempo inizia il corso UEFA Pro la cui qualifica abilita a poter guidare qualsiasi squadra. Il 30 agosto, dopo due sconfitte in altrettante gare di campionato, viene sollevato dall'incarico causa divergenze con la proprietà.
Il 1º luglio 2022 viene ufficializzato il suo ingaggio come nuovo allenatore della Pro Vercelli.
Ad ottobre consegue la licenza UEFA Pro, il massimo livello formativo per un allenatore. Viene esonerato il 20 febbraio 2023.
Il 23 gennaio 2024, subentra a Francesco Parravicini sulla panchina della Pro Sesto, in Serie C. Il 25 febbraio seguente, all'indomani della sconfitta casalinga contro il Trento e con la squadra penultima in classifica, rassegna le dimissioni.
Il 25 marzo 2025 viene ingaggiato dal Lumezzane, in Serie C, in sostituzione dell'esonerato Arnaldo Franzini. Termina la stagione al 15º posto riuscendo ad evitare i play-out, venendo successivamente confermato per la stagione seguente.

## Statistiche

### Presenze e reti nei club
| Stagione         | Squadra          | Campionato       | Campionato | Campionato | Coppe nazionali | Coppe nazionali | Coppe nazionali | Coppe continentali | Coppe continentali | Coppe continentali | Altre coppe | Altre coppe | Altre coppe | Totale | Totale |
| Stagione         | Squadra          | Comp             | Pres       | Reti       | Comp            | Pres            | Reti            | Comp               | Pres               | Reti               | Comp        | Pres        | Reti        | Pres   | Reti   |
| ---------------- | ---------------- | ---------------- | ---------- | ---------- | --------------- | --------------- | --------------- | ------------------ | ------------------ | ------------------ | ----------- | ----------- | ----------- | ------ | ------ |
| 1997-1998        | Ancona           | B                | 8          | 0          | CI              | 0               | 0               | -                  | -                  | -                  | -           | -           | -           | 8      | 0      |
| 1998-1999        | Juventus         | A                | 0          | 0          | CI              | 0               | 0               | UCL                | 0                  | 0                  | SI          | 0           | 0           | 0      | 0      |
| 1999-2000        | Ancona           | C1               | 8          | 1          | CI-C            | 0               | 0               | -                  | -                  | -                  | -           | -           | -           | 8      | 1      |
| Totale Ancona    | Totale Ancona    | Totale Ancona    | 16         | 1          |                 | 0               | 0               |                    | -                  | -                  |             | -           | -           | 16     | 1      |
| 2000-2001        | Viterbese        | C1               | 17         | 0          | CI+CI-C         | 0+2             | 0               | -                  | -                  | -                  | -           | -           | -           | 19     | 0      |
| 2001-2002        | Viterbese        | C1               | 27         | 2          | CI-C            | 0               | 0               | -                  | -                  | -                  | -           | -           | -           | 27     | 2      |
| Totale Viterbese | Totale Viterbese | Totale Viterbese | 44         | 2          |                 | 2               | 0               |                    | -                  | -                  |             | -           | -           | 46     | 2      |
| 2002-2003        | Ternana          | B                | 32         | 2          | CI              | 1               | 0               | -                  | -                  | -                  | -           | -           | -           | 33     | 2      |
| 2003-2004        | Ternana          | B                | 33         | 0          | CI              | 1               | 0               | -                  | -                  | -                  | -           | -           | -           | 34     | 0      |
| Totale Ternana   | Totale Ternana   | Totale Ternana   | 65         | 2          |                 | 2               | 0               |                    | -                  | -                  |             | -           | -           | 67     | 2      |
| 2004-2005        | Lecce            | A                | 12         | 1          | CI              | 2               | 0               | -                  | -                  | -                  | -           | -           | -           | 14     | 1      |
| 2005-2006        | Ascoli           | A                | 31         | 3          | CI              | 0               | 0               | -                  | -                  | -                  | -           | -           | -           | 31     | 3      |
| 2006-2007        | Parma            | A                | 25         | 0          | CI              | 3               | 0               | CU                 | 4                  | 0                  | -           | -           | -           | 32     | 0      |
| 2007-2008        | Parma            | A                | 22         | 4          | CI              | 1               | 0               | -                  | -                  | -                  | -           | -           | -           | 23     | 4      |
| 2008-2009        | Parma            | B                | 31         | 1          | CI              | 2               | 1               | -                  | -                  | -                  | -           | -           | -           | 33     | 2      |
| 2009-2010        | Parma            | A                | 27         | 0          | CI              | 1               | 0               | -                  | -                  | -                  | -           | -           | -           | 28     | 0      |
| 2010-2011        | Parma            | A                | 19         | 0          | CI              | 2               | 0               | -                  | -                  | -                  | -           | -           | -           | 21     | 0      |
| Totale Parma     | Totale Parma     | Totale Parma     | 124        | 5          |                 | 9               | 1               |                    | 4                  | 0                  |             | -           | -           | 137    | 6      |
| 2011-2012        | Novara           | A                | 26         | 1          | CI              | 2               | 0               | -                  | -                  | -                  | -           | -           | -           | 28     | 1      |
| 2012-2013        | Siena            | A                | 23         | 2          | CI              | 2               | 0               | -                  | -                  | -                  | -           | -           | -           | 25     | 2      |
| 2013-2014        | Brescia          | B                | 25         | 1          | CI              | 1               | 0               | -                  | -                  | -                  | -           | -           | -           | 26     | 1      |
| 2014-2015        | Pisa             | LP               | 22         | 0          | CI+CI-LP        | 3+0             | 0               | -                  | -                  | -                  | -           | -           | -           | 25     | 0      |
| Totale carriera  | Totale carriera  | Totale carriera  | 388        | 18         |                 | 23              | 1               |                    | 4                  | 0                  |             | 0           | 0           | 415    | 19     |

### Statistiche da allenatore
Statistiche aggiornate al 25 aprile 2025. In grassetto le competizioni vinte.
| Stagione            | Squadra             | Campionato          | Campionato | Campionato | Campionato | Campionato | Coppe nazionali | Coppe nazionali | Coppe nazionali | Coppe nazionali | Coppe nazionali | Coppe continentali | Coppe continentali | Coppe continentali | Coppe continentali | Coppe continentali | Altre coppe | Altre coppe | Altre coppe | Altre coppe | Altre coppe | Totale | Totale | Totale | Totale | % Vittorie | Piazzamento      |
| Stagione            | Squadra             | Comp                | G          | V          | N          | P          | Comp            | G               | V               | N               | P               | Comp               | G                  | V                  | N                  | P                  | Comp        | G           | V           | N           | P           | G      | V      | N      | P      | %          | Piazzamento      |
| ------------------- | ------------------- | ------------------- | ---------- | ---------- | ---------- | ---------- | --------------- | --------------- | --------------- | --------------- | --------------- | ------------------ | ------------------ | ------------------ | ------------------ | ------------------ | ----------- | ----------- | ----------- | ----------- | ----------- | ------ | ------ | ------ | ------ | ---------- | ---------------- |
| feb.-giu. 2016      | Civitanovese        | Ecc.                | 9          | 3          | 3          | 3          | CI-Ecc.         | -               | -               | -               | -               | -                  | -                  | -                  | -                  | -                  | -           | -           | -           | -           | -           | 9      | 3      | 3      | 3      | 33,33      | Sub., 1º (prom.) |
| 2017-2018           | Montegiorgio        | Ecc.                | 30         | 18         | 7          | 5          | CI-Ecc.         | 2               | 0               | 0               | 2               | -                  | -                  | -                  | -                  | -                  | -           | -           | -           | -           | -           | 32     | 18     | 7      | 7      | 56,25      | 1º (prom.)       |
| 2018-2019           | Montegiorgio        | D                   | 38         | 13         | 12         | 13         | CI-D            | 1               | 0               | 0               | 1               | -                  | -                  | -                  | -                  | -                  | -           | -           | -           | -           | -           | 39     | 13     | 12     | 14     | 33,33      | 9º               |
| Totale Montegiorgio | Totale Montegiorgio | Totale Montegiorgio | 68         | 31         | 19         | 18         |                 | 3               | 0               | 0               | 3               |                    | -                  | -                  | -                  | -                  |             | -           | -           | -           | -           | 71     | 31     | 19     | 21     | 43,66      |                  |
| 2019-2020           | Forlì               | D                   | 24         | 8          | 8          | 8          | CI-D            | 2               | 1               | 0               | 1               | -                  | -                  | -                  | -                  | -                  | -           | -           | -           | -           | -           | 26     | 9      | 8      | 9      | 34,62      | 8º               |
| 2020-2021           | Teramo              | C                   | 36+1       | 13+0       | 13+0       | 10+1       | CI              | 2               | 1               | 0               | 1               | -                  | -                  | -                  | -                  | -                  | -           | -           | -           | -           | -           | 39     | 14     | 13     | 12     | 35,90      | 8º               |
| lug.-ago. 2021      | Pordenone           | B                   | 2          | 0          | 0          | 2          | CI              | 1               | 0               | 0               | 1               | -                  | -                  | -                  | -                  | -                  | -           | -           | -           | -           | -           | 3      | 0      | 0      | 3      | &0,00      | Eson.            |
| 2022-feb. 2023      | Pro Vercelli        | C                   | 28         | 9          | 8          | 11         | CI-C            | 1               | 0               | 0               | 1               | -                  | -                  | -                  | -                  | -                  | -           | -           | -           | -           | -           | 29     | 9      | 8      | 12     | 31,03      | Eson.            |
| gen.-feb. 2024      | Pro Sesto           | C                   | 6          | 0          | 2          | 4          | CI-C            | -               | -               | -               | -               | -                  | -                  | -                  | -                  | -                  | -           | -           | -           | -           | -           | 6      | 0      | 2      | 4      | &0,00      | Sub., Dimis.     |
| mar.-giu. 2025      | Lumezzane           | C                   | 5          | 0          | 4          | 1          | CI-C            | -               | -               | -               | -               | -                  | -                  | -                  | -                  | -                  | -           | -           | -           | -           | -           | 5      | 0      | 4      | 1      | &0,00      | Sub., 15º        |
| 2025-2026           | Lumezzane           | C                   | 0          | 0          | 0          | 0          | CI-C            | 1               | 0               | 0               | 1               | -                  | -                  | -                  | -                  | -                  | -           | -           | -           | -           | -           | 1      | 0      | 0      | 1      | &0,00      | in corso         |
| Totale Lumezzane    | Totale Lumezzane    | Totale Lumezzane    | 5          | 0          | 4          | 1          |                 | 1               | 0               | 0               | 1               |                    | -                  | -                  | -                  | -                  |             | -           | -           | -           | -           | 6      | 0      | 4      | 2      | 0,00       |                  |
| Totale carriera     | Totale carriera     | Totale carriera     | 179        | 64         | 57         | 58         |                 | 10              | 2               | 0               | 8               |                    | -                  | -                  | -                  | -                  |             | -           | -           | -           | -           | 189    | 66     | 57     | 66     | 34,92      |                  |

## Palmarès

### Allenatore

#### Competizioni regionali
- Eccellenza: 2

Civitanovese: 2015-2016
Montegiorgio: 2017-2018